# Sarcophaga adriatica
Sarcophaga adriatica är en tvåvingeart som beskrevs av Bottcher 1913. Sarcophaga adriatica ingår i släktet Sarcophaga och familjen köttflugor. Inga underarter finns listade i Catalogue of Life.